# Psephis myrmidonalis
Psephis myrmidonalis là một loài bướm đêm trong họ Crambidae.